# Patrick Gordon Walker
Patrick Gordon Walker (n. 7 aprilie 1907, Worthing, Anglia, Regatul Unit al Marii Britanii și Irlandei – d. 2 decembrie 1980, Londra, Anglia, Regatul Unit) a fost un om politic britanic, membru al Parlamentului European în perioada 1973-1979 din partea Regatului Unit. Între 1946–1948 a fost președinte al Consiliului Guvernator al British Film Institute.